# Линии Торриш-Ведраш

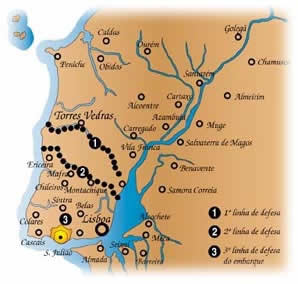
Карта укреплений

Линии у Торриш-Ведраша (порт. Linhas de Torres Vedras) — мощные линии укреплений на подступах к Лиссабону, построенные в условиях секретности во время Пиренейских войн (в период с ноября 1809 по сентябрь 1810 гг.) по инициативе Великобритании (в лице главнокомандующего герцога Веллингтона), для обороны португальской столицы от наполеоновской армии. 
Лиссабон расположен в юго-западной части Пиренейского полуострова. В черте города протекает крупная река Тэжу, которая впадает в Атлантический океан. Линии военных укреплений построены к северу от Лиссабона. Различают три фортификационные линии. Первая из них, самая длинная, пролегала у города Торриш-Ведраш. Третья, самая короткая, окружала не центр Лиссабона, а место посадки британской армии на корабли, на случай, если французская армия возьмет первые две.
Непосредственным руководителем работ по возведению укреплений был назначен сэр Ричард Флетчер. На строительство оборонительных линий ушло около 100 тысяч фунтов стерлингов. В работах принимали участие майор Дж. Т. Джонс, 11 других британских офицеров, 4 инженера португальской армии и два офицера Королевского Германского легиона. 
Осенью 1810 года к Лиссабону подошли французские войска, возглавляемые маршалом Массена, но они не смогли преодолеть укрепления у города Торриш-Ведраш и бесславно отступили. В одном из источников линии приводят в пример самых дешёвых и наиболее выгодных в перспективе военных инвестиций в истории.

## В художественной литературе и фильмах
- «Death to the French» C.C.Форестер;
- «Sharpe’s Gold» Бернард Корнуэлл;
- «Sharpe’s Escape» Бернард Корнуэлл;
- «Западня» — Рафаэль Сабатини;
- «Линии Веллингтона» — последний фильм Рауля Руиса;
- «Подвиги бригадира Жерара» — сборник приключенческих рассказов Артура Конана Дойля.
- «Человек, который мог творить чудеса» — рассказ Герберта Уэллса